# 폴드잇
폴드잇(Foldit)은 단백질 접힘에 관한 온라인 퍼즐 비디오 게임이다. 이는 워싱턴대학교 게임과학센터가 UW 생화학과와 협력하여 개발한 실험적 연구 프로젝트의 일부이다. 폴드잇의 목적은 게임에서 제공되는 도구를 사용하여 선택한 단백질의 구조를 최대한 완벽하게 접는 것이다. 가장 높은 점수를 받은 솔루션은 실제 세계의 관련 단백질에 적용할 수 있는 기본 구조 구성(기본 상태)이 있는지 여부를 확인하는 연구자가 분석한다. 그러면 과학자들은 이러한 솔루션을 사용하여 질병을 표적으로 삼아 근절하고 생물학적 혁신을 이룰 수 있다. 과학 저널 네이처에 실린 2010년 논문에서는 폴드잇의 57,000명의 플레이어가 알고리즘으로 계산된 솔루션과 일치하거나 그보다 뛰어난 유용한 결과를 제공했다고 평가했다.

## 같이 보기
- 시민과학
- Rosetta@home
- 아이와이어
- Folding@home
- 단백질의 구조 예측
- 시리어스 게임